# Women in Uniform
„Women in Uniform“ е третият сингъл на британската хевиметъл група Айрън Мейдън, издаден на 17 октомври 1980 г. Той е последният за китариста Денис Стратън. Всъщност песента е кавър, а оригиналът е записан от австралийската група Skyhooks през 1978 г. „Women in Uniform“ е първият сингъл на групата, който излиза със свое видео, режисирано от Дог Смит.
Обложката на сингъла показва Маргарет Тачър във военна униформа, с автомат Стърлинг в ръце, която причаква Еди, за да отмъсти за това, че я е убил.

## Състав
- Пол Ди'Ано – вокал
- Денис Стратън – китара
- Дейв Мъри – китара и беквокали
- Стив Харис – бас и беквокали
- Клиф Бър – барабани